# Liste du patrimoine mondial à Saint-Vincent-et-les-Grenadines
Cet article recense les sites inscrits au patrimoine mondial à Saint-Vincent-et-les-Grenadines.

## Statistiques
Saint-Vincent-et-les-Grenadines ratifie la Convention pour la protection du patrimoine mondial, culturel et naturel le 3 février 2003.
En 2013, Saint-Vincent-et-les-Grenadines ne compte aucun site inscrit au patrimoine mondial. Le pays a cependant soumis 3 sites à la liste indicative, 1 culturel et 2 mixtes.

## Liste indicative
Les biens suivants sont inscrits sur la liste indicative du pays au début 2024. Les noms fournis par Saint-Vincent-et-les-Grenadines  sont en anglais : la traduction en français est donnée ici à titre indicatif.
| Id.  | Bien                                            | Paroisse      | Année | Critères et notes | Coordonnées | Illus. |
| ---- | ----------------------------------------------- | ------------- | ----- | --- | --- | ------ |
| 5750 | Archipel des Grenadines                         | Grenadines    | 2012  | Culturel, (iii), (iv), (v), (vii), (x) Site transfrontalier avec la Grenade ; comprend 13 îles : - Bequia - Isle-à-Quatre - Baliceaux - Moustique - Savan - Canouan - Sail Rock - Mayreau - Tobago Cays - Union - Palm Island - Morpion - Petit-Saint-Vincent | 13° 00′ 31″ N, 61° 13′ 42″ O 12° 57′ 17″ N, 61° 15′ 02″ O 12° 56′ 36″ N, 61° 08′ 25″ O 12° 52′ 57″ N, 61° 10′ 51″ O 12° 48′ 24″ N, 61° 12′ 44″ O 12° 42′ 52″ N, 61° 19′ 24″ O 12° 37′ 11″ N, 61° 15′ 58″ O 12° 38′ 31″ N, 61° 23′ 24″ O 12° 38′ 01″ N, 61° 21′ 20″ O 12° 35′ 53″ N, 61° 25′ 51″ O 12° 35′ 10″ N, 61° 23′ 47″ O 12° 32′ 37″ N, 61° 23′ 54″ O 12° 31′ 53″ N, 61° 22′ 53″ O |        |
| 5749 | Art rupestre de Saint-Vincent-et-les-Grenadines | Saint-Vincent | 2012  | Culturel, (iii), (v), (vi) 9 sites : - The 13 Stones - Petit Bordel - Barrouallie - Mount Wynne - Buccament - Sharpes Stream - Indian Bay - Yambou 1 - Colonarie                                                                                              | 13° 17′ 29″ N, 61° 14′ 52″ O 13° 16′ 51″ N, 61° 14′ 56″ O 13° 14′ 07″ N, 61° 16′ 31″ O 13° 13′ 08″ N, 61° 16′ 39″ O 13° 11′ 20″ N, 61° 16′ 00″ O 13° 09′ 49″ N, 61° 13′ 24″ O 13° 08′ 02″ N, 61° 12′ 29″ O 13° 09′ 15″ N, 61° 08′ 58″ O 13° 14′ 32″ N, 61° 07′ 55″ O |        |
| 5751 | Parc national de la Soufrière                   | Saint-Vincent | 2012  | Mixte, (iii), (viii) | 13° 19′ 59″ N, 61° 10′ 59″ O |        |